# Tweed (tessuto)

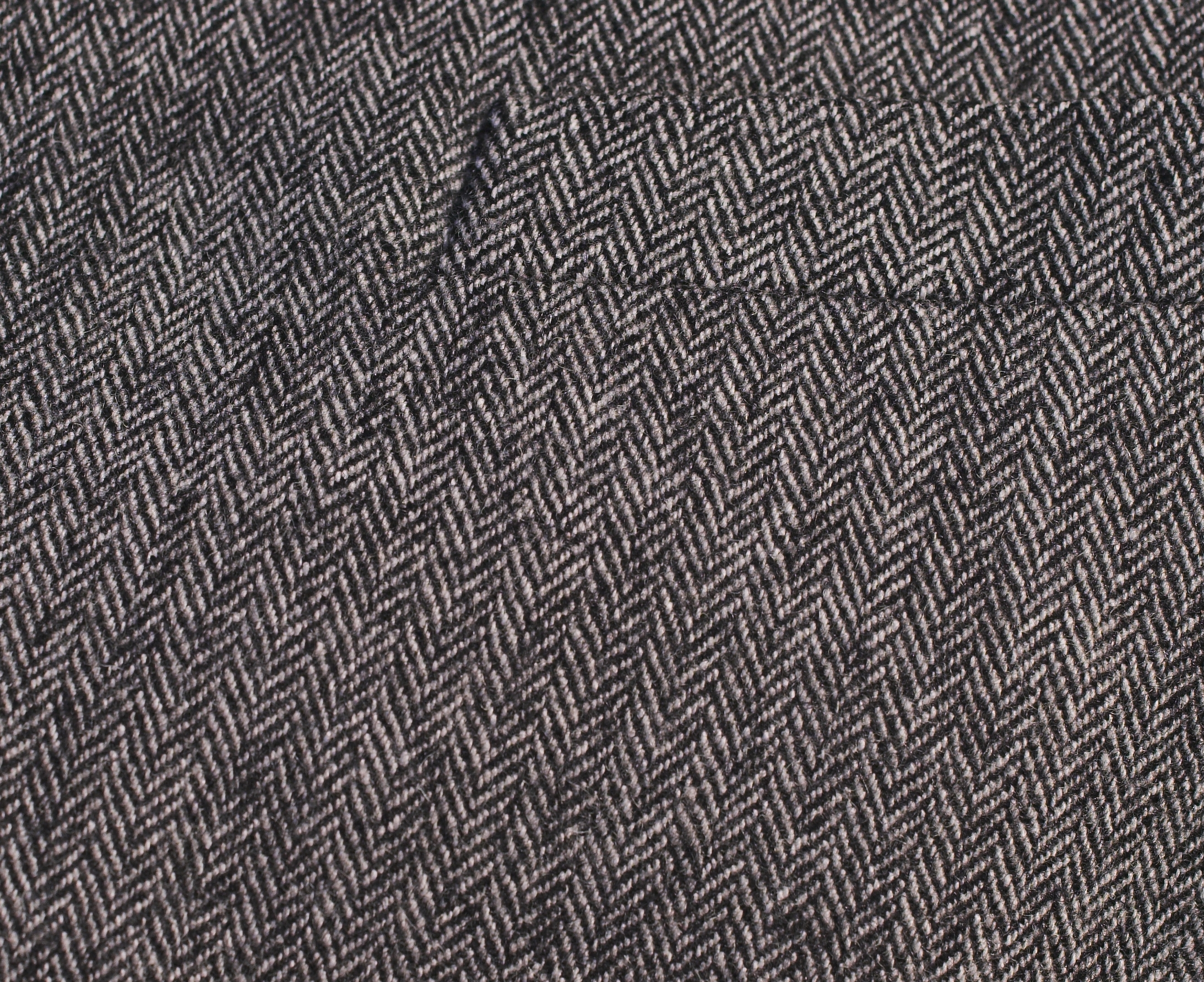
Un tessuto in tweed

Il tweed è un tipo di tessuto in lana originario della Scozia. Il nome sarebbe derivato, secondo la leggenda, da una cattiva interpretazione di twill (o tweel, stando alla pronuncia scozzese), che significa armatura a saia, armatura che dà come risultato un tessuto con rigatura diagonale o disegni ricavati da varie combinazioni come la lisca di pesce.
Poiché questo metodo era usato nei centri tessili dell'Ottocento lungo il fiume Tweed, che rappresenta il confine storico fra Scozia e Inghilterra, ciò spiegherebbe la confusione.
Il tweed è famoso in tutto il mondo per la sua consistenza solida che ne garantisce la durata per anni. All'inizio si usavano filati grigi e neri e il motivo classico era quello spigato. Oggi viene prodotto in molti colori e motivi tra cui l'houndstooth (pied de poule), checked (quadretto), overchecked (finestrato). Esistono anche tweed nei colori dei classici tartan scozzesi.
L'Harris tweed (in gaelico Clò mòr) è una qualità particolare resa celebre dalla contessa di Dunmore che lo promosse presso i fabbricanti di tweed delle isole Lewis e Harris, Uist e Barra, nell'arcipelago delle Ebridi. L'etichetta Harris Tweed garantiva la pura lana vergine, cardata, tessuta, filata e tinta a mano con sostanze vegetali dagli abitanti di quelle isole. Oggi non è più un tessuto artigianale, ma lo si produce in circa 600 stabilimenti in una quantità di quasi tre milioni di metri all'anno. Di ottima qualità, dal caratteristico disegno chiaro-scuro, soprattutto spigato, e con una vasta gamma di colori, si differenzia dal tweed normale perché più ruvido. Harris Tweed diventa marchio registrato nel 1909 e il logo, una sfera sormontata da una croce, è ripreso dallo stemma dei conti di Dunmore.
Il Donegal (o Irish tweed) è un altro tipo di tweed, originario della contea di Donegal in Irlanda: è caratterizzato da bottoni (puntolini) di colore contrastante con i colori di fondo. Ardara è un piccolo villaggio nella contea di Donegal in Irlanda dove tessitori a mano mantengono viva questa tradizione da secoli.
Con il tweed vengono confezionati anche eleganti tailleur.